# Estación de Hôtel de Ville
Hôtel de Ville (en español: Ayuntamiento) es una estación de las líneas 1 y 11 del metro de París, situada bajo la Calle Rivoli, en el IV distrito de la ciudad.

## Historia
Esta estación se abrió el 19 de julio de 1900 dentro del tramo inicial de la línea 1. Bastante más tarde, el 28 de abril de 1935 llegaría la línea 11. 
Situada cerca de la Place de l'Hôtel-de-Ville, debe su nombre al Ayuntamiento de París.

## Descripción
Se compone de dos andenes laterales de 105 metros longitud y de dos vías. 
Como muchas estaciones construidas a escasa profundidad carece de bóveda. Luce paredes verticales y techo metálico en su parte central y de hormigón en el resto. 
Las paredes están revestidas con un atípico azulejo rectangular plano de varios tamaños, y de color blanco, que se coloca en diagonal.  La iluminación es de estilo Motte y se realiza con lámparas resguardadas en estructuras rectangulares de color azul que sobrevuelan la totalidad de los andenes no muy lejos de las vías.
En la señalización, la estación utiliza una tipografía exclusiva en la cual el nombre de la estación parece en letras azules sobre un soporte de vidrio con forma rectangular y extremos redondeados. Por último, los asientos de la estación son azules y rojos, individualizados y de tipo Motte
Como todas las estaciones de la línea 1 dispone de puertas de andén.
La estación carece además de publicidad siendo esta sustituida por una exposición que abarca temas como la historia del Ayuntamiento de París o diferentes anécdotas sobre construcciones realizadas en la ciudad. Además, está adornada con el escudo de París. 

### Estación de la línea 11
Se compone de dos andenes laterales de 75 metros de longitud y de dos vías.
De aspecto mucho más convencional que la anterior, está diseñada en bóveda elíptica revestida completamente de los clásicos azulejos blancos biselados del metro parisino, con la única excepción del zócalo que es de color marrón. Los paneles publicitarios emplean un fino marco dorado con adornos en la parte superior. 
Su iluminación ha sido renovada empleando el modelo vagues (olas) con estructuras casi adheridas a la bóveda que sobrevuelan ambos andenes proyectando la luz en varias direcciones.
La señalización por su parte usa la tipografía CMP donde el nombre de la estación aparece sobre un fondo de azulejos azules en letras blancas. Por último, los asientos de la estación son azules, individualizados y de tipo Motte.

## Accesos
La estación dispone de seis accesos:
1. C/ de Rivoli, 70
2. C/ Renar, 1
3. C/ Coutellerie: C/ Rivoli, 31
4. Avenue Victoria: Pza. Ayuntamiento, 9
5. Hôtel de Ville: ángulo noreste de la Plaza del Ayuntamiento
6. C/ Lobau, 5 (y acceso directo desde los almacenes BHV)

## Alrededores
En los alrededores de la estación se encuentra la Plaza del Ayuntamiento, los almacenes BHV (Bazar de l'Hôtel de Ville) y la Junta Municipal del 4º distrito.